# 萊克里奇 (內華達州)
萊克里奇（英語：Lakeridge）是位於美國內華達州道格拉斯縣的普查規定居民點。

## 人口
根據2020年美國人口普查的數據，萊克里奇的面積為3.97平方千米，當中陸地面積為3.77平方千米，而水域面積為0.20平方千米。當地共有人口409人，而人口密度為每平方千米103.02人。